# Massimo Bellinzoni
Massimo Bellinzoni (Roma, 21 gennaio 1965) è un attore italiano.

## Biografia
Si diploma al Centro sperimentale di cinematografia nel 1990. Nel grande schermo esordisce nel film Evelina e i suoi figli  a cui seguono Nottataccia e Magnificat.
Sul piccolo schermo aveva iniziato l'attività  nella fiction Non siamo soli cui fanno seguito Per amore o per amicizia e  Un inviato molto speciale. Nel 2002 è stato il protagonista del film Da zero a dieci di Luciano Ligabue nel ruolo di Libero. Dal 2001 al 2003 ha recitato nella serie televisiva Il bello delle donne. È poi stato il protagonista assoluto nel sequel del 2017.

## Filmografia parziale

### Cinema
- Evelina e i suoi figli, regia Livia Giampalmo (1990)
- Nottataccia, regia Duccio Camerini (1992)
- Magnificat, regia di Pupi Avati (1993)
- Il cielo è sempre più blu, regia di Antonello Grimaldi (1996)
- Ninfa plebea, regia di Lina Wertmüller (1996)
- Vite in sospeso, regia di Marco Turco (1999)
- Nella terra di nessuno, regia Gianfranco Giagni (2000)
- Una specie di appuntamento, episodio di Sei come sei, registi vari (2002)
- Appuntamento al buio, regia di Herbert Simone Paragnani (2002)
- Da zero a dieci, regia di Luciano Ligabue (2002)
- Omen - Il presagio (The Omen), regia di John Moore (2006)

### Televisione
- Non siamo soli, regia di Paolo Poeti (1991)
- La signora Morli, una e due, regia di Gianni Serra - commedia (1991)
- Un inviato molto speciale, regia di Vittorio De Sisti - serie TV (1992)
- La tata, regia di Vittorio Sindoni (1993)
- Per amore o per amicizia, regia di Paolo Poeti (1993)
- Correre Contro, regia di Antonio Tibaldi (1996)
- La piovra 9 - Il patto, regia di Giacomo Battiato - miniserie TV (1998)
- Il maresciallo Rocca, regia di Giorgio Capitani - serie TV (1998)
- Giochi pericolosi, regia di Alfredo Angeli (2000)
- Padre Pio - Tra cielo e terra, regia di Giulio Base - miniserie TV (2000)
- Il bello delle donne, regia di Lidia Montanari, Luigi Parisi, Maurizio Ponzi e Giovanni Soldati - serie TV (2001-2003)
- Donne sbagliate, regia di Monica Vullo - miniserie TV (2007)
- Baciamo le mani - Palermo New York 1958, regia di Eros Puglielli - serie TV (2013)
- Il bello delle donne... alcuni anni dopo, regia di Eros Puglielli - serie TV (2017)
- Furore, regia di Alessio Inturri - serie TV (2018)
- L'Alligatore, regia di Emanuele Scaringi - serie TV, episodi 1x03-1x04 (2020)